# Commissione teologica internazionale
La Commissione teologica internazionale è un organismo legato alla Santa Sede, con la funzione di "studiare i problemi dottrinali di grande importanza, specialmente quelli che presentano aspetti nuovi, e in questo modo offrire il suo aiuto al magistero della Chiesa, particolarmente alla sacra Congregazione per la dottrina della fede, presso la quale viene costituita".

## Storia
Fu istituita dal papa Paolo VI l'11 aprile 1969, su proposta del Sinodo dei vescovi. Paolo VI ne approvò ad experimentum lo statuto, e quindi ne designò i membri.
L'ultimo presidente della commissione è stato il cardinale Víctor Manuel Fernández, che è stato altresì prefetto del Dicastero per la dottrina della fede sino al 21 aprile 2025, giorno della morte di papa Francesco. La commissione si riunisce in assemblea plenaria almeno una volta all'anno, e lavora anche per mezzo di commissioni. Sottopone le sue conclusioni al Papa attraverso la stessa Congregazione per la dottrina della fede.
Compongono la commissione un massimo di trenta teologi di diversa estrazione, scelti con il criterio della dottrina e della fedeltà al Magistero della Chiesa cattolica. La nomina è di pertinenza del Papa su proposta del cardinale prefetto della Congregazione per la dottrina della fede. L'incarico dura cinque anni ed assegna specifici compiti al teologo
È richiesta la consultazione delle conferenze episcopali. I membri rimangono in carica per un quinquennio.
Il motu proprio Tredecim anni iam di Giovanni Paolo II, del 6 agosto 1982, ha promulgato gli statuti definitivi della commissione.
La commissione ha sede nel Palazzo del Sant'Uffizio della Città del Vaticano.

## Pubblicazioni
1. Riflessioni su finalità e metodi della Commissione (1969)
2. Il sacerdozio cattolico (1970)
3. L'unità della fede e il pluralismo teologico (1972)
4. L'apostolicità della Chiesa e la successione apostolica (1973)
5. La morale cristiana e le sue norme (1974): tesi di Reiner Schürmann e von Balthasar
6. Magistero e teologia (1975)
7. Promozione umana e salvezza cristiana (1976)
8. La dottrina cattolica sul sacramento del matrimonio (1977): proposizioni della CTI; 16 tesi cristologiche di Martelet
9. Alcune questioni riguardanti la cristologia (1979)
10. Teologia, cristologia, antropologia (1981)
11. La riconciliazione e la penitenza (1982)
12. Dignità e diritti della persona umana (1983)
13. Temi scelti di ecclesiologia (1985)
14. La coscienza che Gesù aveva di se stesso e della sua missione (1985)
15. Fede e inculturazione (1988)
16. L'interpretazione dei dogmi (1989)
17. Alcune questioni attuali di escatologia (1992)
18. Alcune questioni sulla teologia della Redenzione (1995)
19. Il Cristianesimo e le religioni (1997)
20. Memoria e riconciliazione: La Chiesa e le colpe del passato (2000)
21. Diaconato. Evoluzione e prospettive  (2002)
22. Comunione e servizio. La persona umana creata ad immagine di Dio  (2004)
23. La speranza della salvezza per i bambini che muoiono senza Battesimo  (2007)
24. Alla ricerca di un'etica universale: nuovo sguardo sulla legge naturale  (2009)
25. Teologia oggi. Prospettive, principi, criteri (2012)
26. Dio Trinità, unità degli uomini. Il monoteismo cristiano contro la violenza (2014)[2]
27. Sensus fidei nella vita della Chiesa (2014)
28. La sinodalità nella vita e nella missione della Chiesa  (2018)
29. La libertà religiosa per il bene di tutti  (2019)
30. Reciprocità tra fede e sacramenti nell'economia sacramentale  (2020)

## Cronotassi

### Presidenti
- Cardinale Franjo Šeper (11 aprile 1969 - 25 novembre 1981 ritirato)
- Cardinale Joseph Ratzinger (25 novembre 1981 - 2 aprile 2005 cessato[3])
- Cardinale William Joseph Levada (13 maggio 2005 - 2 luglio 2012 ritirato)
- Cardinale Gerhard Ludwig Müller (2 luglio 2012 - 1º luglio 2017 cessato)
- Cardinale Luis Francisco Ladaria Ferrer, S.I. (1º luglio 2017 - 1º luglio 2023 ritirato)
- Cardinale Víctor Manuel Fernández, dal 1º luglio 2023

### Segretari generali
- Monsignore Philippe Delhaye (1972 - 1979 dimesso)
- Presbitero Georges Cottier, O.P. (marzo 1989 - ottobre 2003 ritirato)
- Arcivescovo Luis Francisco Ladaria Ferrer, S.I. (6 marzo 2004 - 22 aprile 2009 dimesso)
- Presbitero Charles Morerod, O.P. (22 aprile 2009 - 3 novembre 2011 nominato vescovo Losanna, Ginevra e Friburgo)
- Presbitero Serge-Thomas Bonino, O.P. (17 dicembre 2011 - 29 settembre 2021)
- Monsignore Piero Coda, dal 29 settembre 2021

### Segretari aggiunti
- Monsignore Jozef Tomko (1969 - 1971 dimesso)
- Monsignore Jozef Zlatňanský (1971 - 1974 dimesso)
- Monsignore Pierre Jarry (1974 - 1985 dimesso)
- Monsignore Adriano Garuti, O.F.M. (1985 - 1986 dimesso)
- Monsignore Pierre Jarry (1987 - 1994 dimesso)
- Monsignore Damiano Marzotto Caotorta (1995 - 2003 dimesso)
- Monsignore Guido Pozzo (2003 - 8 luglio 2009 nominato segretario della Pontificia commissione "Ecclesia Dei")
- Monsignore Charles John Brown (settembre 2009 - 26 novembre 2011 nominato nunzio apostolico in Irlanda)
- Monsignore Krzysztof Charamsa (dicembre 2011 - 3 ottobre 2015 sollevato)
- Monsignore Riccardo Bollati (ottobre 2015 - 4 febbraio 2020 nominato capo ufficio della Congregazione per la dottrina della fede)
- Monsignore Maurizio Barba, dal febbraio 2020